# ヒカリゴケ (お笑いコンビ)
ヒカリゴケは、かつて松竹芸能で活動していたお笑いコンビ。2014年12月31日解散。

## メンバー
片山 裕介（かたやま ゆうすけ、1980年5月29日 - ）（叔父）ボケ担当（ネタによってはツッコミ）、大阪府松原市出身。
国沢 一誠（くにさわ いっせい、1984年5月30日 - ）（甥）ツッコミ担当（ネタによってはボケ）
- 大阪府豊中市出身。血液型A型。苗字の戸籍上の表記は両方とも旧字体の「國澤」である。
- アイドルを目指して、大阪に居た頃に4年間ダンスをやっていたことがある。また、俳優を目指してボイストレーニングをやっていたこともある[1]。
- 滑舌が悪すぎてよく噛む。
- 純粋で天然（片山談）。
- 勉強が大の苦手で、英語で月曜から日曜まで書くことができなかった。
- 阪神・淡路大震災では家が全壊した。
- 20歳の時に父親から「腹違いの兄弟がいる」と言われた。
- 中卒だが周りからはよく「大卒に見える」と言われるという（雑誌「お笑いポポロ」より）。
- 『サキよみ ジャンBANG!』には、『NARUTO -ナルト-』のキャラクターである「うちはイタチ」に扮し出演している。
- 解散後はイラストレーターとして活動。NON STYLEツアーグッズやフジテレビの特番のイラストを担当している。また、歌舞伎町の怪談バーで怪談師としても活動している。
- 義父が元ヤクザであり、インターネットの配信番組ではそれらをネタにする事がある[2]。
- 2018年から、元抱天の横井心とフラッシュアニメ「ハコネコ」をYouTubeで配信スタート。
- 2020年から、埼玉県比企郡川島町でドッグラン併設のカフェ＆バーを経営していたが現在は閉店し、別の店舗になっている。
- 2024年4月17日より、芸名の「國澤」を母の旧姓である「二宮」に改名することを自身の公式Xと自身のYouTubeチャンネル「92の時間【二宮怪談】」で発表した[3][4]。

## 概要
- 2005年、片山から誘い[1]コンビ結成、2008年に活動拠点を東京に移す。
- コンビ名は、「ヒカリ」という言葉に憧れのあった片山が命名。
- 片山の21歳年上の姉の息子が国沢で、片山が叔父で国沢が甥の関係である。

- 片山はワタナベエンターテインメント時代「馬車馬」というコンビを組んでいた。
- 養成所の学費がNSC（吉本興業）よりも安かったため、松竹養成所に入学を決める。
- M-1グランプリ2007にて、大阪から敗者復活戦会場に向かう夜行バスに、松竹芸能の芸人からは国沢がたった一人だけで乗り込んだ。「松竹一人だけです」とバスを降りた直後カメラに向かって話す国沢の様子が、DVDの特典映像にコンビ名のテロップ付きで収録されている。

- 2014年いっぱいで解散を発表、片山はピン芸人を続ける[5]。その後、上記の通り落語家に転身している。

## ネタ
- 主に漫才。叔父と甥という関係を活かしたものが多い。観客に説明する時は、『サザエさん』のカツオとタラちゃんの関係と説明する。その後に「カツオとタラちゃんが漫才します。（2人声を合わせて）キショいでしょ」というのがお約束となっていた。
- 「墓参りの時お前（国沢）だけ車乗せんぞ」などと言うときがある。
- 主に片山がボケ、国沢がツッコミだが、2012年頃からは役割を逆にしたネタも行っていた。

## 出演番組

### テレビ
その他の出演
- 爆笑オンエアバトル（NHK総合）戦績7勝5敗 最高525KB
- オンバト+（NHK総合）戦績10勝4敗 最高501KB
- わらいのちから（ジャパンケーブルネット）
- 週刊オリラジ経済白書（日本テレビ）片山のみ「最後までオブジェに触っていられたら100万円」に出場。
- あらびき団（TBS）コンビとして二回。国沢のみで一回出演。
- 新しい波16（フジテレビ、2008年12月8日）
- 新春ホワイトカーペット（フジテレビ）キャッチコピーは「おじと甥の親戚漫才」
- 爆笑レッドカーペット（フジテレビ）キャッチコピーは「叔父と甥っ子 親戚漫才」
- エンタの天使（日本テレビ）キャッチコピーは「金緑色(エメラルド)の血縁関係」
- ぐるぐるナインティナイン（日本テレビ）「おもしろ荘」のコーナー
- 上方演芸ホール（NHK大阪）
- 人志松本の○○な話（フジテレビ、2009年10月20日・27日）片山のみ
- ふくらむスクラム!!（フジテレビ、2009年4月21日 - 9月21日）レギュラー
- 1ばんスクラム!!（フジテレビ、2009年10月 - 2010年3月）レギュラー
- 笑撃!ワンフレーズ（TBS）
- 真王伝説（テレビ埼玉）
- お笑い図鑑 ハマヌキ（TVK）
- ますだおかだ角パァ!（朝日放送）
- トークも結構おおざっぱ!（GyaOジョッキー）
- サキよみ ジャンBANG!（テレビ東京、2010年4月9日 - 2014年3月）準レギュラー
- ジャック10（日本テレビ、2010年5月12日）片山のみ
- 不可思議探偵団（日本テレビ、2010年7月26日）国沢のみ
- フジ算（フジテレビ、2010年7月15日）
- G★ウォーズ（フジテレビ、2010年10月24日）国沢のみ
- 新世紀ネタキング決定戦（TOKYO MX、2010年11月4日）
- ジャガイモン（テレ朝チャンネル、2010年12月9日）
- 初笑い東西寄席（NHK総合、2011年1月3日）
- アニぱら音楽館（キッズステーション、第311回）国沢のみ
- run for money 逃走中（フジテレビ、2011年4月10日）片山のみ
- 神室町キャバ嬢TV（龍が如く公式サイト内動画コンテンツ、2009年11月 - ）片山のみ（ミスターX）
- 評判!なかむら屋（ABC）
- 粋な下町てれび（J:COMチャンネル、 - 2012年3月）案内人見習いで出演
- 奇跡体験!アンビリバボー（フジテレビ、2012年8月2日・2013年8月1日）国沢のみ
- 世界1のSHOWタイム～ギャラを決めるのはアナタ～（日本テレビ、2012年9月29日）片山のみ
- まもなく!芸人報道（日本テレビ、2012年10月22日）片山のみ
- GARIGARIくりぃむ（テレビ朝日、2013年1月9日）片山のみ
- 趣味バカ （サンテレビ、2013年10月 - 2014年11月）不定期
- おはスタ（テレビ東京、2013年12月2日・3日）片山のみ、『ひなこ姫を起こせ!』に出演
- 嵐にしやがれ
- 有田チルドレン
- 人志松本のゾッとする話

### テレビアニメ
- かよえ!チュー学（東海テレビ、2011年6月6日- 2014年3月28日）片山（国沢も不定期出演）
- ぐらP&ろで夫（TOKYO MX、2014年10月20日 - 2015年12月30日）片山
- 遊☆戯☆王ARC-V（テレビ東京、2014年8月24日）片山のみ
- NARUTO -ナルト- SD ロック・リーの青春フルパワー忍伝（テレビ東京、2012年8月14日） - パック・リー 役（片山）
- 新テニスの王子様 U-17 WORLD CUP（テレビ東京 他、2022年8月4日） - 遠野篤京 役（片山）

### OVA
- 新テニスの王子様 OVA vs Genius10（2014年） - 遠野篤京 役（片山）

### Webアニメ
- ハコネコ（YouTube）

### ラジオ
レギュラー番組
- 松竹コンコンラジオ（レインボータウンFM 2010年4月 -）
- 松竹お笑いラジオ（CBCラジオ）

### CM
- マビノギ - NEXONのゲーム。

## DVD
- M-1グランプリ2007完全版 敗者復活から頂上へ〜波乱の完全記録〜
- ヒカリゴケ「ケツエン」
- ゾッとする話し
- 逃走中（片山のみ）
- 怖い話（国沢のみ）

## 雑誌
- お笑いTVLIFE Vol.1
M-1グランプリ準決勝進出者へのインタビュー記事にて、彼らの欄になぜか千鳥へのインタビューが掲載されるという致命的な誤植があった。

## 受賞歴等
- 2006年第4回MBS新世代漫才アワード決勝進出（生放送で漫才をしたのはこのときが初めて）
- 2006年第7回笑わん会優秀賞
- 2007年第7回M-1グランプリ準決勝進出
- 2008年第29回ABCお笑い新人グランプリ新人賞
- 2008年第43回上方漫才大賞ノミネート
- 2009年第7回MBS新世代漫才アワード決勝進出
- 2012年第11回漫才新人大賞決勝進出